# Правило Руффіні
Правило Руффіні — дієва техніка ділення многочлена на двочлен виду {\displaystyle x-r}. У 1804 році її описав Паоло Руффіні. Правило Руффіні є особливим випадком синтетичного ділення коли дільник лінійний.

## Алгоритм
Правило встановлює метод для ділення многочленів
{\displaystyle P(x)=a_{n}x^{n}+a_{n-1}x^{n-1}+\cdots +a_{1}x+a_{0}}
на біном
{\displaystyle Q(x)=x-r\,\!}
для отримання многочлена частки 
{\displaystyle R(x)=b_{n-1}x^{n-1}+b_{n-2}x^{n-2}+\cdots +b_{1}x+b_{0}};
Насправді алгоритм є діленням стовпчиком P(x) на Q(x).
Для того, щоб поділити P(x) на Q(x):
1. Взяти коефіцієнти P(x) і записати їх по порядку. Потім записати r ліворуч, безпосередньо над лінією:
{\displaystyle {\begin{array}{c|c c c c c}&a_{n}&a_{n-1}&\dots &a_{1}&a_{0}\\r&&&&&\\\hline &&&&&\\&&&&&\\\end{array}}}
2. Спустити крайній лівий коефіцієнт (an) донизу, одразу під лінію:
{\displaystyle {\begin{array}{c|c c c c c}&a_{n}&a_{n-1}&\dots &a_{1}&a_{0}\\r&&&&&\\\hline &a_{n}&&&&\\&=b_{n-1}&&&&\\\end{array}}}
3. Помножити крайнє праве число під лінією на r і записати наступним його над лінією:
{\displaystyle {\begin{array}{c|c c c c c}&a_{n}&a_{n-1}&\dots &a_{1}&a_{0}\\r&&b_{n-1}r&&&\\\hline &a_{n}&&&&\\&=b_{n-1}&&&&\\\end{array}}}
4. Додати два значення щойно розташованих в одному стовпчику
{\displaystyle {\begin{array}{c|c c c c c}&a_{n}&a_{n-1}&\dots &a_{1}&a_{0}\\r&&b_{n-1}r&&&\\\hline &a_{n}&a_{n-1}+(b_{n-1}r)&&&\\&=b_{n-1}&=b_{n-2}&&&\\\end{array}}}
5. Повторювати кроки 3 і 4 допоки є числа
{\displaystyle {\begin{array}{c|c c c c c}&a_{n}&a_{n-1}&\dots &a_{1}&a_{0}\\r&&b_{n-1}r&&&\\\hline &a_{n}&a_{n-1}+(b_{n-1}r)&\cdots &a_{1}+b_{1}r&a_{0}+b_{0}r\\&=b_{n-1}&=b_{n-2}&\cdots &=b_{0}&=s\\\end{array}}}

Числа b і є коефіцієнтами результовного многочлену (R(x)), ступінь якого на одиницю менша ніж степінь P(x). Останнє отримане значення, s, це остача. Як говорить теорема Безу, ця остача дорівнює  P(r), значенню многочлена в r.

## Використання

### Ділення на многочлена наx−r{\displaystyle x-r}
Робочий приклад ділення многочленів, як описано вище.
Нехай:
{\displaystyle P(x)=2x^{3}+3x^{2}-4,}
{\displaystyle Q(x)=x+1.}
Ми хочемо знайти {\displaystyle P(x)/Q(x)} використовуючи правило Руффіні. Основна проблема, що {\displaystyle Q(x)} це не біном виду {\displaystyle x-r,} а швидше {\displaystyle x+r.} Ми повинні переписати його так:
{\displaystyle Q(x)=x+1=x-(-1).}
Тепер застосовуємо алгоритм:
1. Виписуємо коефіцієнти та {\displaystyle r.} Зауважимо, що оскільки {\displaystyle P(x)} не містить коефіцієнта для {\displaystyle x^{1},} ми записали 0:
{\displaystyle {\begin{array}{c|c c c c}&2&3&0&-4\\-1&&&&\\\hline &&&&\\&&&&\\\end{array}}}
2. Спускаємо перший коефіцієнт:
{\displaystyle {\begin{array}{c|c c c c}&2&3&0&-4\\-1&&&&\\\hline &2&&&\\\end{array}}}
3. Множимо останнє отримане значення на {\displaystyle r:}
{\displaystyle {\begin{array}{c|c c c c}&2&3&0&-4\\-1&&-2&&\\\hline &2&&&\\\end{array}}}
4. Додаємо значення:
{\displaystyle {\begin{array}{c|c c c c}&2&3&0&-4\\-1&&-2&&\\\hline &2&1&&\\\end{array}}}
5. Повторюємо кроки 3 і 4 поки не завершимо:
{\displaystyle {\begin{array}{c|c c c c}&2&3&0&-4\\-1&&-2&-1&1\\\hline &2&1&-1&-3\\\end{array}}}
{\displaystyle 2,1,-1} — коефіцієнти результовного многочлену,
{\displaystyle -3} — остача.
Отже, якщо початкове число = дільник × частка + остача, тоді
{\displaystyle P(x)=Q(x)R(x)+s\,\!}, де
{\displaystyle R(x)=2x^{2}+x-1,\ s=-3;\quad \Rightarrow 2x^{3}+3x^{2}-4=(2x^{2}+x-1)(x+1)-3.}